# Satsuki (Schiff, 1925)
Die Satsuki (jap. 皐月, dt. „Mai“) war ein Zerstörer der Mutsuki-Klasse der Kaiserlich Japanischen Marine.

## Geschichte
Das Schiff wurde von der Fujinagata Shipyards in Osaka gebaut und lief dort am 25. März 1925 vom Stapel. Die Indienststellung erfolgte am 15. November 1925 und 1928 wurde es auf den Namen Satsuki getauft, da es vorher nur mit einer Nummer (Nr. 27) benannt wurde.